# إسبلونكي
إسبلونكي (بالإنجليزية: Spelunky)‏ ، هي لعبة فيديو إلكترونية من نوع منصات، صدرت عام 2008م وأعيد إصدارها مستحدثة سنة 2012م، وتعمل لنظامي إكس بوكس 360 ومايكروسوفت ويندوز وجوجل كروم.